# Rue d'Ulm
Rue d'Ulm är en gata i Quartier du Val-de-Grâce och Quartier de la Sorbonne i Paris femte arrondissement. Rue d'Ulm, som börjar vid Place du Panthéon 9 och slutar vid Rue Gay-Lussac 51, har fått sitt namn efter staden Ulm och särskilt slaget vid Ulm år 1805, som blev en stor framgång för Napoleon.

## Omgivningar
- Panthéon
- Val-de-Grâce
- Saint-Jacques-du-Haut-Pas
- Chapelle des Sœurs de l'Adoration Réparatrice
- Notre-Dame-du-Liban
- École normale supérieure
- Place Alfred-Kastler
- Place de la Contrescarpe

## Bilder
| - Rue d'Ulm på en karta publicerad av Hachette år 1894. - Rue d'Ulm med Val-de-Grâces kupol i fonden. - École normale supérieure. |

## Kommunikationer
- Tunnelbana – linje  – Place Monge
- Busshållplats École Normale Supérieure – Paris bussnät, linje 24

### Webbkällor
- ”Rue d'Ulm”. Mairie de Paris. http://www.v2asp.paris.fr/commun/v2asp/v2/nomenclature_voies/Voieactu/9533.nom.htm. Läst 4 juni 2021.
- ”Rue d'Ulm”. Les rues de Paris. http://www.parisrues.com/rues05/paris-05-rue-d-ulm.html. Läst 4 juni 2021.